# Carl Sporon
Carl Georg Nicolai Vilhelm Sporon (14. december 1824 i København – 26. april 1890 sammesteds) var en dansk dommer.
Han var søn af Poul Egede Sporon, blev 1841 student, privat dimitteret, 1846 cand. jur., 1848 volontør i Justitsministeriet, 1852 kancellist, 1856 virkelig kancellisekretær, samme år fuldmægtig i ministeriets 2. departements ekspeditionskontor, 1856 assessor i Københavns Kriminal- og Politiret, 1871 i Den kongelige Landsoverret samt Hof- og Stadsret, 29. december 1874 Ridder af Dannebrog og 12. maj 1887 Dannebrogsmand. 1865 blev Sporon repræsentant i Det kgl. octr. Søassurancekompagni for Varer og Effekter, 1872 i Det kgl. octr. Brandassurance-Compagni for Varer og Effekter og var 1882-90 direktør i Understøttelses-Anstalten for trængende Efterslægt af Medlemmer i den ophævede civile og adskillige Stænders Enkekasse.
Han ægtede den 22. juli 1856 i Christiansborg Slotskirke Antoinette Marie Christiane Berregaard (2. november 1834 i København – 22. august 1903 på Frederiksberg), datter af stamhusbesidder, sekondritmester, senere oberstløjtnant, kammerherre Henrich Berregaard og Anna Maria Christiane Beck.